# Martin Blaszko
Martin Blaszko (Berlin, 1920. – Buenos Aires, 2011. augusztus 9.) Argentínában élt szobrász- és festőművész, a MADI egyik alapítója.

## Életpályája
1920-ban Berlinben, Németországban született, ahonnan 1933-ban családjával először Lengyelországba, majd Franciaországba menekült. 1938-ban Párizsban megismerkedett Marc Chagall-lal. 1939-ben Argentínában telepedett le, ahol rajz- és festészeti tanulmányokba kezdett. Miután 1945-ben együtt tanult Carmelo Arden Quinnel, barátságot kötöttek, és 1946-ban megalapították a MADI művészeti csoportot. Kezdetben fa- és bronzszobrokat készített, napjainkban alumíniummal is dolgozik. Szobrászata mellett festői és építészeti munkája is jelentős.
Első kiállítása 1946-ban volt a Buenos Aires-i Bohemien Club-ban, ami a Galerías Pacífico-ban működött. A kiállítás címe “3ª Exposición MADÍ” volt. Második kiállítása 1949-ben a “2º Salón Argentino de arte no-figurativo. Abstracto – Concreto – Madi – Madimensor” címet viselte. Harmadik kiállítására 1952-ben már Londonban került sor. Blaszko itt a MADI szellemiségének megfelelően erős politikai tartalommal jelentkezett („Az Ismeretlen Politikai Elítélt”). A kiállítást a londoni Tate Gallery szervezte, s művét az Institute of Contemporary díjjal ismerte el.
Az elmúlt évtizedekben Argentínán kívül számos más országban is kiállított, többek között Brazíliában (1952, Säo Paulo-i Biennálé), Olaszországban (1956, XXVIII. velencei biennále), Franciaországban (1960, párizsi Rodin Múzeum) és az USA-ban (New Orleans, New York, Washington). 1990-ben a Museum of Modern Art, New York (MOMA) rendezésében csoportos kiállításon vett részt Spanyolországban (Sevilla), Franciaországban (Pompidou Múzeum) és Németországban (Ludwig Múzeum).
Munkásságát számos díjjal ismerték el. 1958-ban a Brüsszeli Világkiálításon a Nemzeti Szenátus díját, 1959-ben Mar del Plata Első Díját, 1960-ban Buenos Aires Nagy Díját, 1973-ban az Argentin Parlament Díját, 1991-ben az Open Air Múzeum (Hakone, Japán) Díját kapta meg. 1968-ban az oxfordi „Sculpture International” magazin társszerkesztője lett.

## Blaszko és a MADI
A MADI-hoz élete végéig is kötődött. 1996-ban részt vett a “MADI international, 50 years later” című kiállításon (Centro de Exposiciones y Congresos, Zaragoza, Spanyolország), 1999-ben a “Da MADI a MADI (1946-1999)” című tárlaton (Mazzotta, Milánó, Olaszország), 2006-2007-ben pedig több kiállítása is volt a dallasi MADI Múzeumban. Magyarországon mint mozgalomalapítót a MADI art periodical című lap népszerűsítette.